# Espalais
Espalais est une commune française située dans l'ouest du département de Tarn-et-Garonne, en région Occitanie.
Sur le plan historique et culturel, la commune est dans le Quercy Blanc, correspondant à la partie méridionale du Quercy, devant son nom à ses calcaires lacustres du Tertiaire.
Exposée à un climat océanique altéré, elle est drainée par la Garonne, l'Ayroux et par divers autres petits cours d'eau. La commune possède un patrimoine naturel remarquable : un site Natura 2000 (« Garonne, Ariège, Hers, Salat, Pique et Neste ») et deux zones naturelles d'intérêt écologique, faunistique et floristique.
Espalais est une commune rurale qui compte 380 habitants en 2022, après avoir connu une forte hausse de la population depuis 1968.  Elle fait partie de l'aire d'attraction de Valence. Ses habitants sont appelés les Espalaisiens ou  Espalaisiennes.

## Géographie

### Localisation
Commune située au sud-sud-est de Valence-d'Agen dans la vallée de la Garonne.

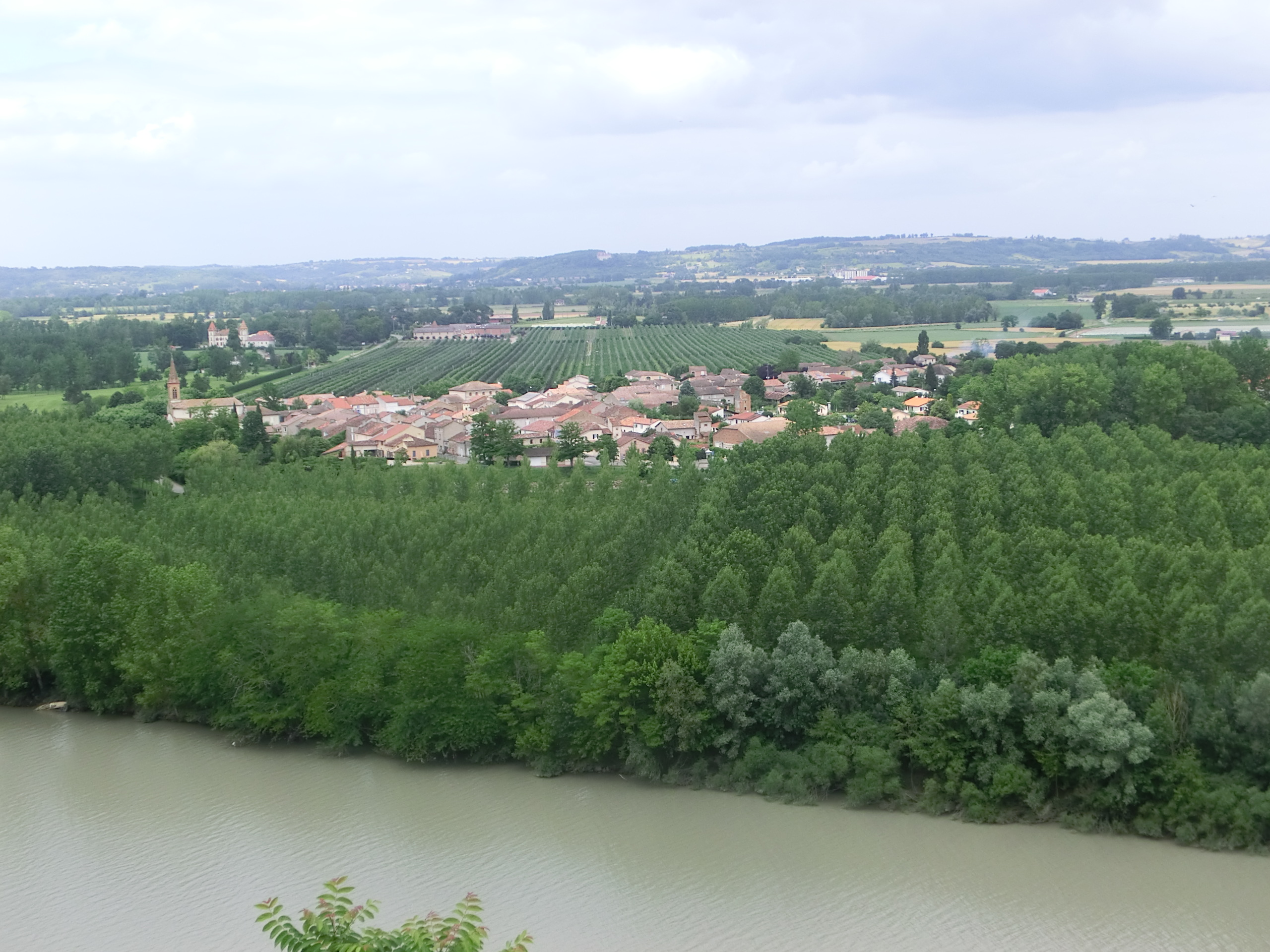
Vue d'Espalais depuis Auvillar.

### Communes limitrophes
Les communes limitrophes sont  Auvillar, Golfech, Merles, Saint-Loup, Saint-Michel et Valence.
| Golfech    |              | Valence |
| Saint-Loup | Espalais     |         |
| Auvillar   | Saint-Michel | Merles  |

### Hydrographie

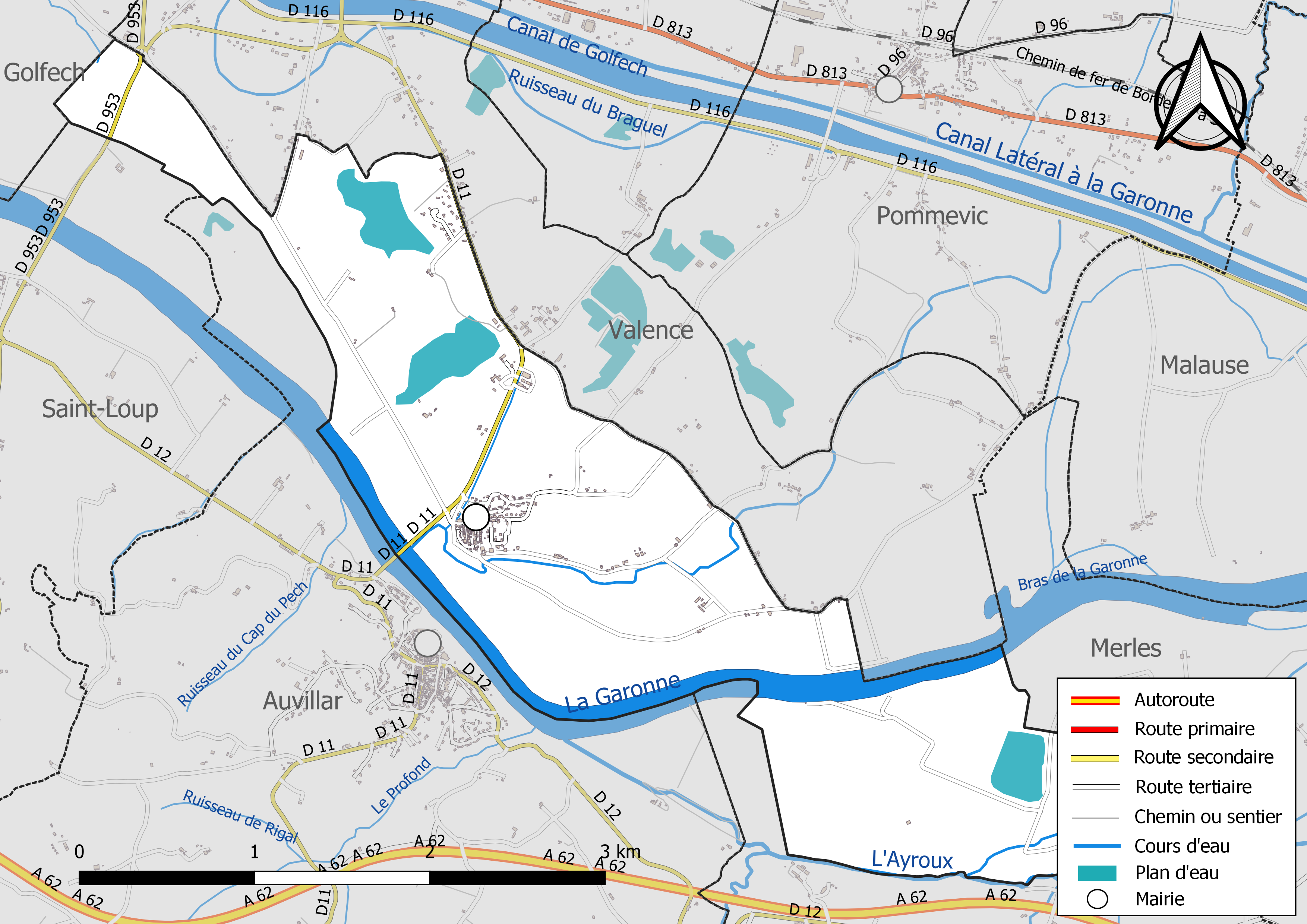
Réseaux hydrographique et routier d'Espalais.

La commune est dans le bassin versant de la Garonne, au sein du bassin hydrographique Adour-Garonne. Elle est drainée par la Garonne, l'Ayroux, le Profond le ruisseau de la Béganne et par divers petits cours d'eau, constituant un réseau hydrographique de 9 km de longueur totale,.
La Garonne est un fleuve principalement français prenant sa source en Espagne et qui coule sur 529 km avant de se jeter dans l’océan Atlantique. Elle longe le territoire communal sur son flanc sud.
L'Ayroux, d'une longueur totale de 26,1 km, prend sa source dans la commune de Montgaillard et s'écoule du sud vers le nord. Il se jette dans la Garonne sur le territoire communal, après avoir traversé 10 communes.

### Climat
Pour des articles plus généraux, voir Climat de l'Occitanie et Climat de Tarn-et-Garonne.
En 2010, le climat de la commune est de type climat du Bassin du Sud-Ouest, selon une étude du Centre national de la recherche scientifique s'appuyant sur une série de données couvrant la période 1971-2000. En 2020, Météo-France publie une typologie des climats de la France métropolitaine dans laquelle la commune est exposée à un climat océanique altéré et est dans la région climatique Aquitaine, Gascogne, caractérisée par une pluviométrie abondante au printemps, modérée en automne, un faible ensoleillement au printemps, un été chaud (19,5 °C), des vents faibles, des brouillards fréquents en automne et en hiver et des orages fréquents en été (15 à 20 jours).
Pour la période 1971-2000, la température annuelle moyenne est de 13 °C, avec une amplitude thermique annuelle de 15,5 °C. Le cumul annuel moyen de précipitations est de 757 mm, avec 10,5 jours de précipitations en janvier et 6,1 jours en juillet. Pour la période 1991-2020, la température moyenne annuelle observée sur la station météorologique de Météo-France la plus proche, « Valence », sur la commune de Valence à 4 km à vol d'oiseau, est de 14,3 °C et le cumul annuel moyen de précipitations est de 747,3 mm. 
La température maximale relevée sur cette station est de 43 °C, atteinte le 12 août 2003 ; la température minimale est de −13,7 °C, atteinte le 9 février 2012,,.
Les paramètres climatiques de la commune ont été estimés pour le milieu du siècle (2041-2070) selon différents scénarios d'émission de gaz à effet de serre à partir des nouvelles projections climatiques de référence DRIAS-2020. Ils sont consultables sur un site dédié publié par Météo-France en novembre 2022.

### Milieux naturels et biodiversité

#### Réseau Natura 2000

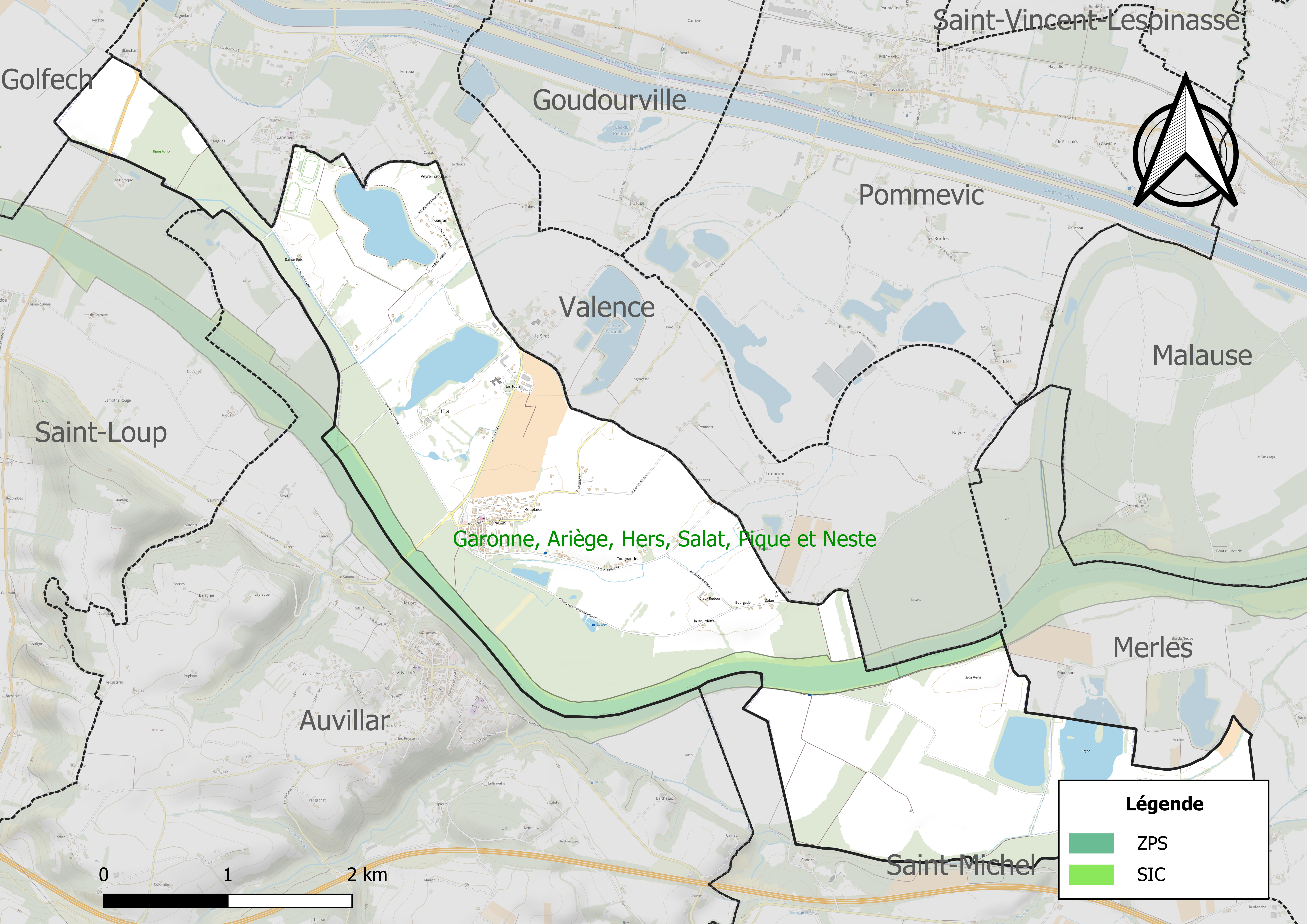
Site Natura 2000 sur le territoire communal.

Le réseau Natura 2000 est un réseau écologique européen de sites naturels d'intérêt écologique élaboré à partir des directives habitats et oiseaux, constitué de zones spéciales de conservation (ZSC) et de zones de protection spéciale (ZPS).
Un site Natura 2000 a été défini sur la commune au titre de la directive habitats : « Garonne, Ariège, Hers, Salat, Pique et Neste », d'une superficie de 9 581 ha, un réseau hydrographique pour les poissons migrateurs, avec des zones de frayères actives et potentielles importantes pour le Saumon en particulier qui fait l'objet d'alevinages réguliers et dont des adultes atteignent déjà Foix sur l'Ariège.

#### Zones naturelles d'intérêt écologique, faunistique et floristique
L’inventaire des zones naturelles d'intérêt écologique, faunistique et floristique (ZNIEFF) a pour objectif de réaliser une couverture des zones les plus intéressantes sur le plan écologique, essentiellement dans la perspective d’améliorer la connaissance du patrimoine naturel national et de fournir aux différents décideurs un outil d’aide à la prise en compte de l’environnement dans l’aménagement du territoire.
Une ZNIEFF de type 1 est recensée sur la commune :
« la Garonne de Montréjeau jusqu'à Lamagistère » (5 075 ha), couvrant 92 communes dont 63 dans la Haute-Garonne, trois dans le Lot-et-Garonne et 26 dans le Tarn-et-Garonne et une ZNIEFF de type 2, : 
« la Garonne et milieux riverains, en aval de Montréjeau » (6 874 ha), couvrant 93 communes dont 64 dans la Haute-Garonne, trois dans le Lot-et-Garonne et 26 dans le Tarn-et-Garonne.

Carte des ZNIEFF de type 1 et 2 à Espalais.
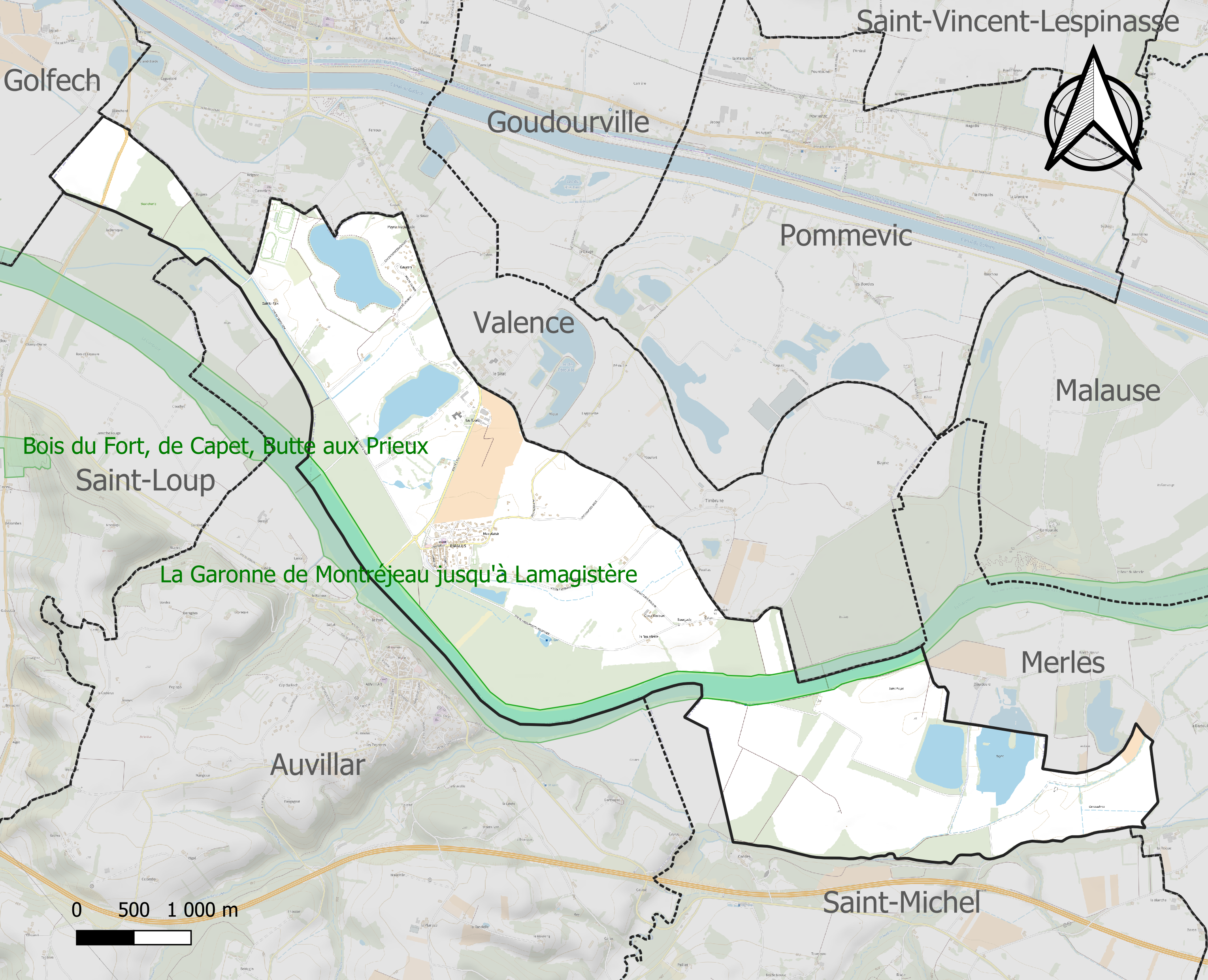
Carte de la ZNIEFF de type 1 sur la commune.
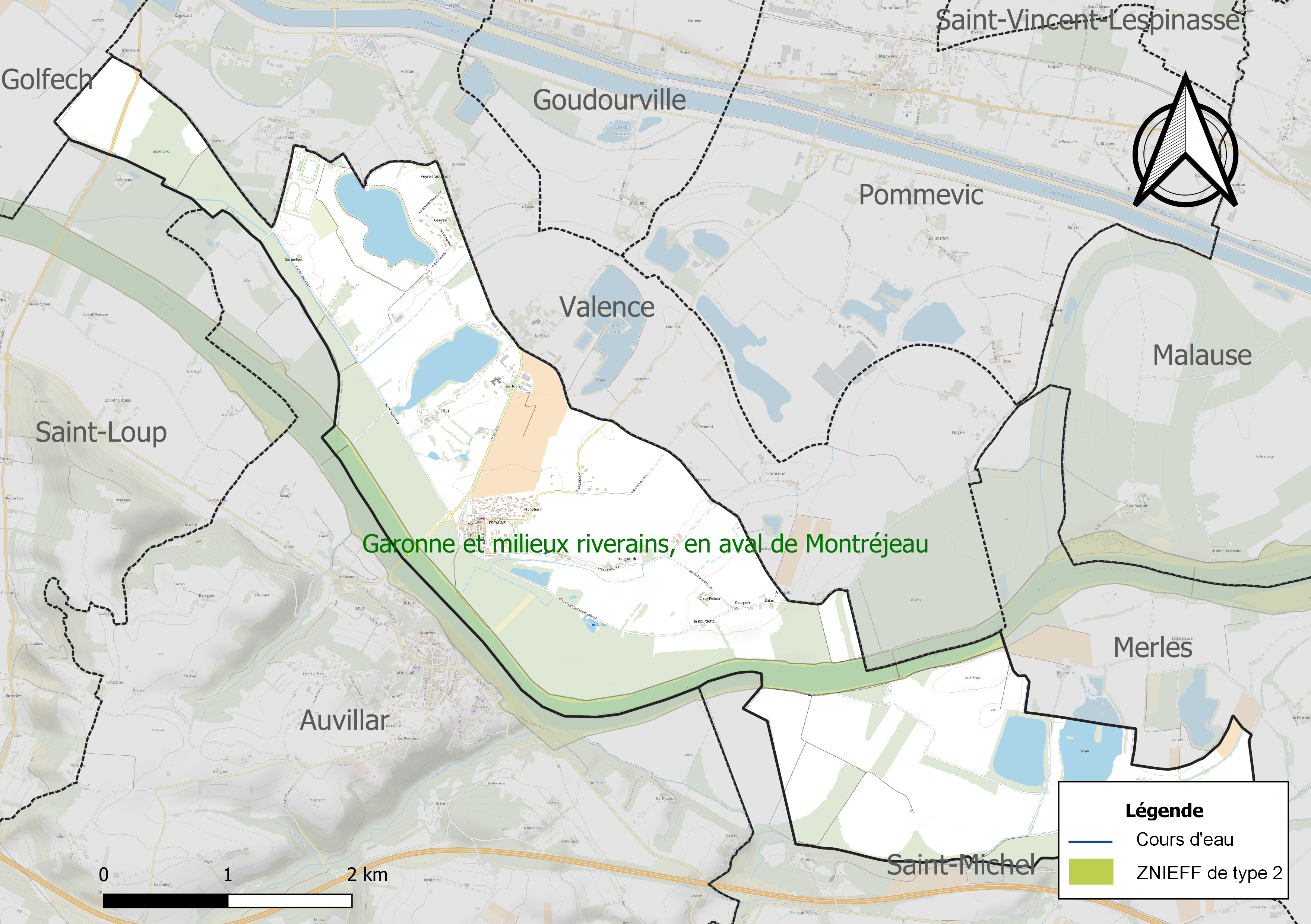
Carte de la ZNIEFF de type 2 sur la commune.

## Urbanisme

### Typologie
Au 1er janvier 2024, Espalais est catégorisée commune rurale à habitat dispersé, selon la nouvelle grille communale de densité à sept niveaux définie par l'Insee en 2022.
Elle est située hors unité urbaine. Par ailleurs la commune fait partie de l'aire d'attraction de Valence, dont elle est une commune de la couronne,. Cette aire, qui regroupe 16 communes, est catégorisée dans les aires de moins de 50 000 habitants,.

### Occupation des sols

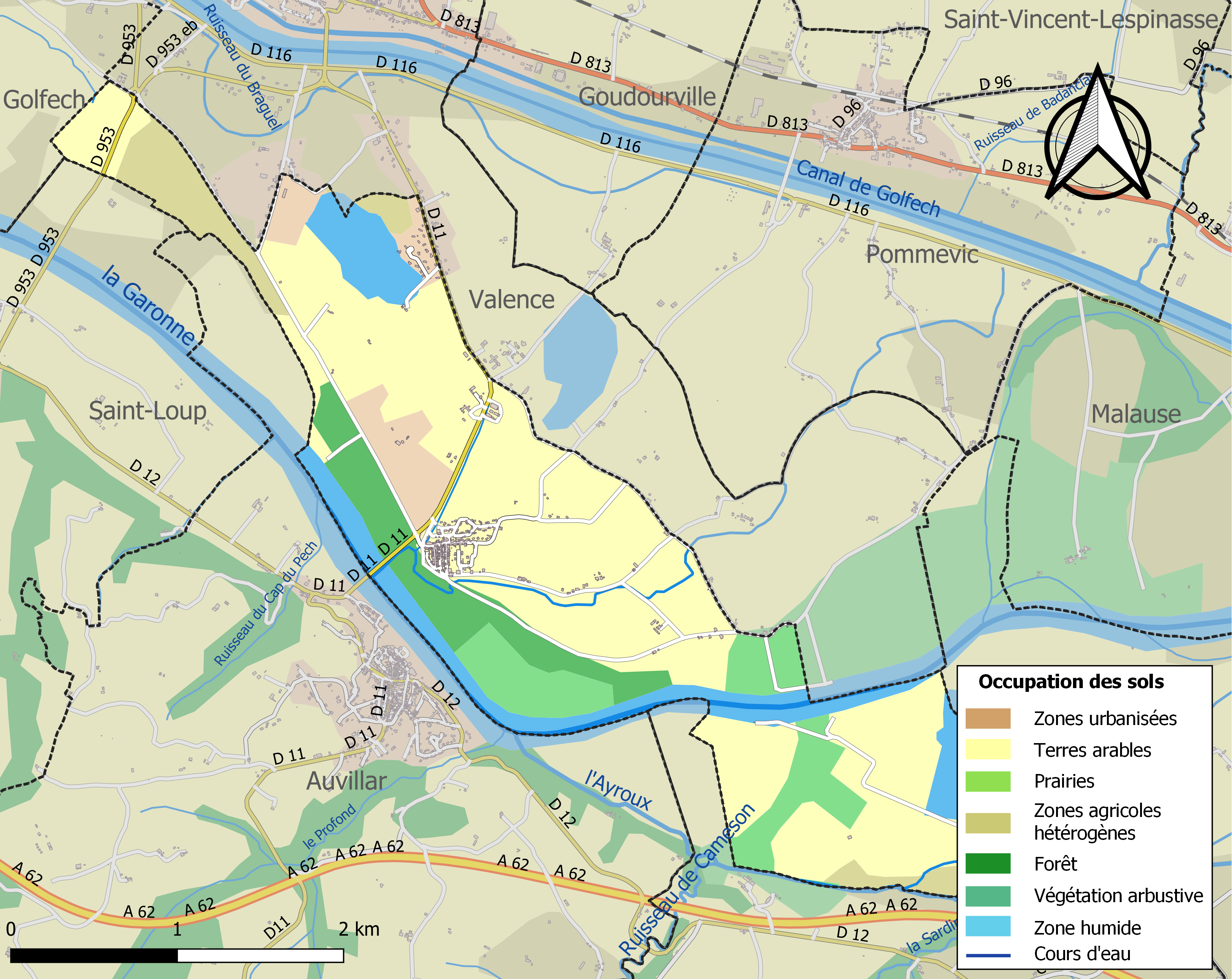
Carte des infrastructures et de l'occupation des sols de la commune en 2018 (CLC).

L'occupation des sols de la commune, telle qu'elle ressort de la base de données européenne d’occupation biophysique des sols Corine Land Cover (CLC), est marquée par l'importance des territoires agricoles (64,2 % en 2018), en augmentation par rapport à 1990 (60,5 %). La répartition détaillée en 2018 est la suivante : 
terres arables (57,3 %), eaux continentales (13,9 %), milieux à végétation arbustive et/ou herbacée (8,9 %), forêts (7,7 %), zones agricoles hétérogènes (6,8 %), espaces verts artificialisés, non agricoles (4,4 %), zones urbanisées (0,9 %). L'évolution de l’occupation des sols de la commune et de ses infrastructures peut être observée sur les différentes représentations cartographiques du territoire : la carte de Cassini (XVIIIe siècle), la carte d'état-major (1820-1866) et les cartes ou photos aériennes de l'IGN pour la période actuelle (1950 à aujourd'hui).

### Risques majeurs
Le territoire de la commune d'Espalais est vulnérable à différents aléas naturels : météorologiques (tempête, orage, neige, grand froid, canicule ou sécheresse), inondations, mouvements de terrains et séisme (sismicité très faible). Il est également exposé à deux risques technologiques,  le transport de matières dangereuses et le risque nucléaire. Un site publié par le BRGM permet d'évaluer simplement et rapidement les risques d'un bien localisé soit par son adresse soit par le numéro de sa parcelle.

#### Risques naturels
Certaines parties du territoire communal sont susceptibles d’être affectées par le risque d’inondation par débordement de cours d'eau, notamment la Garonne et l'Ayroux. La cartographie des zones inondables en ex-Midi-Pyrénées réalisée dans le cadre du XIe Contrat de plan État-région, visant à informer les citoyens et les décideurs sur le risque d’inondation, est accessible sur le site de la DREAL Occitanie. La commune a été reconnue en état de catastrophe naturelle au titre des dommages causés par les inondations et coulées de boue survenues en 1982 et 1999,.
Espalais est exposée au risque de feu de forêt. Le département de Tarn-et-Garonne présentant toutefois globalement un niveau d’aléa moyen à faible très localisé, aucun Plan départemental de protection des forêts contre les risques d’incendie de forêt (PFCIF) n'a été élaboré. Le débroussaillement aux abords des maisons constitue l’une des meilleures protections pour les particuliers contre le feu,.

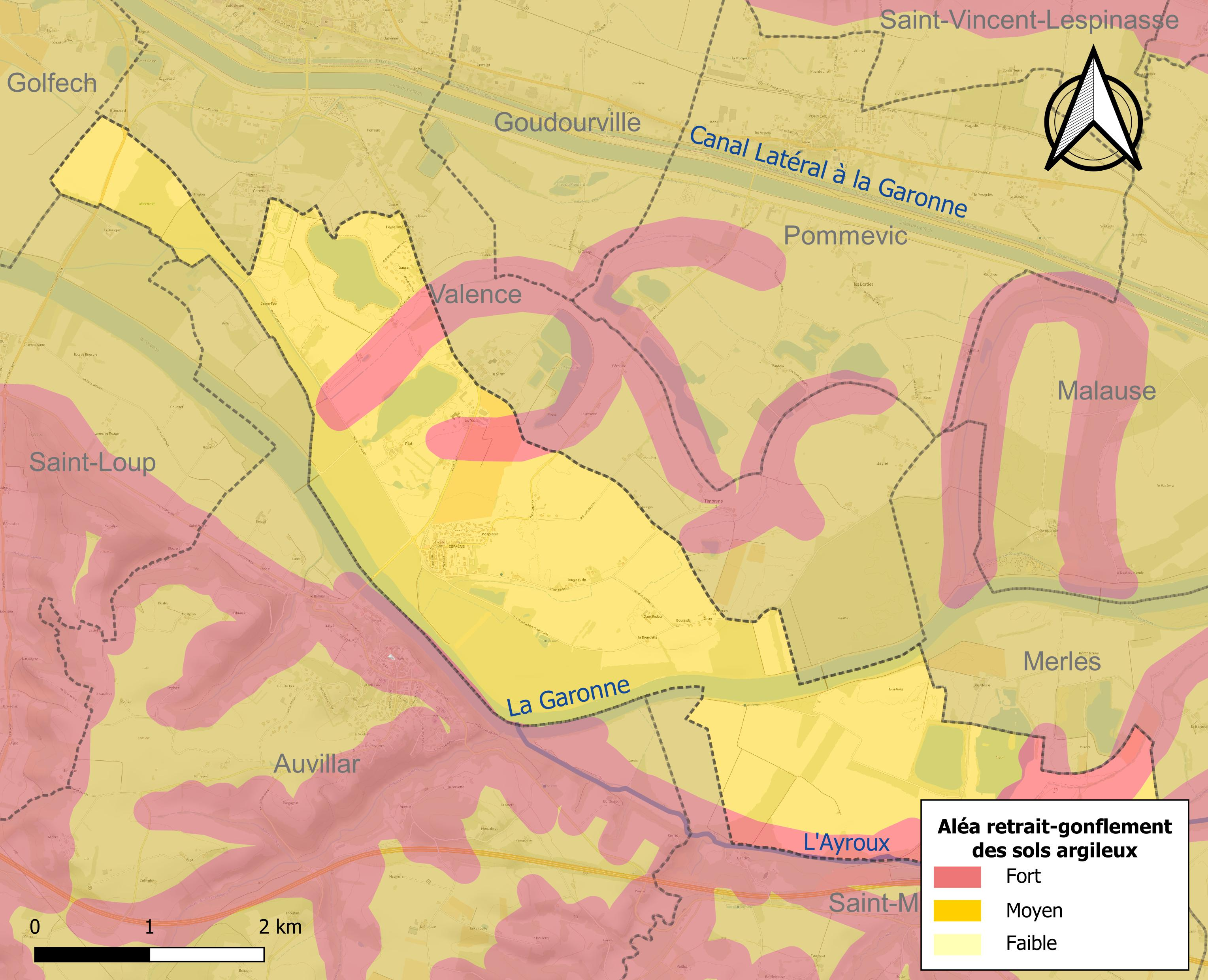
Carte des zones d'aléa retrait-gonflement des sols argileux d'Espalais.

Les mouvements de terrains susceptibles de se produire sur la commune sont des tassements différentiels.
Le retrait-gonflement des sols argileux est susceptible d'engendrer des dommages importants aux bâtiments en cas d’alternance de périodes de sécheresse et de pluie. La totalité de la commune est en aléa moyen ou fort (92 % au niveau départemental et 48,5 % au niveau national). Sur les 174 bâtiments dénombrés sur la commune en 2019, 174 sont en aléa moyen ou fort, soit 100 %, à comparer aux 96 % au niveau départemental et 54 % au niveau national. Une cartographie de l'exposition du territoire national au retrait gonflement des sols argileux est disponible sur le site du BRGM,.
Par ailleurs, afin de mieux appréhender le risque d’affaissement de terrain, l'inventaire national des cavités souterraines permet de localiser celles situées sur la commune.
Concernant les mouvements de terrains, la commune a été reconnue en état de catastrophe naturelle au titre des dommages causés par des mouvements de terrain en 1999.

#### Risques technologiques
Le risque de transport de matières dangereuses sur la commune est lié à sa traversée par des infrastructures routières ou ferroviaires importantes ou la présence d'une canalisation de transport d'hydrocarbures. Un accident se produisant sur de telles infrastructures est susceptible d’avoir des effets graves sur les biens, les personnes ou l'environnement, selon la nature du matériau transporté. Des dispositions d’urbanisme peuvent être préconisées en conséquence.
En cas d’accident grave, certaines installations nucléaires sont susceptibles de rejeter dans l’atmosphère de l’iode radioactif. La commune étant située dans le périmètre de sûreté de 5 km autour de la centrale nucléaire de Golfech, elle est exposée au risque nucléaire. En cas d'accident nucléaire, une alerte est donnée par différents médias (sirène, sms, radio, véhicules). Dès l'alerte, les personnes habitant dans le périmètre de 2 km se mettent à l'abri. Les personnes habitant dans le périmètre de 20 km peuvent être amenées, sur ordre du préfet, à évacuer et ingérer des comprimés d'iode,,.

## Toponymie
Aucun document ne permet de préciser l'origine d'Espalais, dont le nom vient du latin "Palatius", mais on peut y trouver un lien avec les vicomtes de Lomagne et d'Auvillar, la fille d'Anne de Goth ayant épousé Jehan de Carmentran ; l'un de leurs descendants devait devenir, plus tard, le premier maire de la commune.
La tutelle d'Auvillar sur Espalais cessa officiellement sous Henri IV, en 1598. A cette date fut créée la baronnie d'Espalais, indépendante des vicomtes d'Auvillar.
Jusqu'à la Révolution la paroisse principale, qui était rattachée au diocèse d'AGEN, avait son siège à l'extrémité sud-ouest de la commune actuelle, près du hameau de Bayne.
Ce toponyme, issu d'un terme gaulois qui signifie "boue", s'explique par la situation géographique en bordure de la Garonne, dont le lit s'est déplacé au cours des siècles. C'est ainsi qu'elle submergea l'église Notre-Dame qui était le siège d'un prieuré de l'abbaye Saint-Martial de Limoges. Reconstruite plus haut, elle fut démolie sous le Premier Empire.
Espalais, qui dépendait de l'évêché d'Agen, ne devînt paroisse qu'en 1790. Elle eut néanmoins, dès le XIIIe siècle, son église dédiée à Saint-Orens, ermite du Gévaudan et évêque d'Auch au IVe siècle.

## Histoire
Commune de l’Agenais historique, pays qui en ses marges garonnaises semble très mêlé, franchement gascon en Marmandais et Tonneinquais, hésitant en amont d’Agen : s’il est un département qu’il faudrait faire imploser, c’est bien le Tarn-et-Garonne afin que qu’Agen retrouve Valence, que la Lomagne soit réunifiée et que le Quercy recouvre son unité.[non neutre].
Attesté Palatio et encore "Le Pallais" au XVIIIe siècle, le nom moderne ne peut s’expliquer que par une drôle de généralisation que l’on trouve aussi rive gauche à Saint-Loup : Staillard, Stéchinés, Speyroux par exemple.
L’origine du nom doit être quelque chose comme "aus/als", forme plurielle. Ainsi Espalais s’explique peut-être par une forme prise au pluriel "Aus Palais" sans qu’il soit possible de savoir s’il y a eu vocalisation (rive droite, probablement que non). La toponymie de cet Agenais tarn-et-garonnais est cependant parfois plutôt gasconne : Lagravette, Péoufort à Valence, Labaquère à Golfech, Caussadères, Lizos (? ?), Carrero del Port, etc. à Espalais.
Se prononcerait localement Aspalais, auquel cas le nom de la commune serait .. gascon.

## Politique et administration
| Période                                  | Période  | Identité     | Étiquette | Qualité |
| ---------------------------------------- | -------- | ------------ | --------- | ------- |
| mars 2001                                | En cours | Marcel Molle |           |         |
| Les données manquantes sont à compléter. |          |              |           |         |

## Démographie
| 1793 | 1800 | 1806 | 1821 | 1831 | 1836 | 1841 | 1846 | 1851 |
| ---- | ---- | ---- | ---- | ---- | ---- | ---- | ---- | ---- |
| 552  | 469  | 523  | 512  | 570  | 560  | 534  | 544  | 539  |

| 1856 | 1861 | 1866 | 1872 | 1876 | 1881 | 1886 | 1891 | 1896 |
| ---- | ---- | ---- | ---- | ---- | ---- | ---- | ---- | ---- |
| 533  | 515  | 538  | 480  | 488  | 427  | 413  | 395  | 348  |

| 1901 | 1906 | 1911 | 1921 | 1926 | 1931 | 1936 | 1946 | 1954 |
| ---- | ---- | ---- | ---- | ---- | ---- | ---- | ---- | ---- |
| 332  | 358  | 295  | 264  | 282  | 251  | 244  | 213  | 215  |

| 1962 | 1968 | 1975 | 1982 | 1990 | 1999 | 2006 | 2008 | 2013 |
| ---- | ---- | ---- | ---- | ---- | ---- | ---- | ---- | ---- |
| 248  | 236  | 240  | 304  | 367  | 286  | 381  | 408  | 404  |

| 2018 | 2022 | - | - | - | - | - | - | - |
| ---- | ---- | - | - | - | - | - | - | - |
| 382  | 380  | - | - | - | - | - | - | - |

## Économie

### Revenus
En 2018, la commune compte 158 ménages fiscaux, regroupant 395 personnes. La médiane du revenu disponible par unité de consommation est de 18 780 € (20 140 € dans le département).

### Emploi
|                | 2008  | 2013   | 2018   |
| -------------- | ----- | ------ | ------ |
| Commune        | 6,3 % | 9,7 %  | 11,3 % |
| Département    | 8,4 % | 10,2 % | 10,3 % |
| France entière | 8,3 % | 10 %   | 10 %   |

En 2018, la population âgée de 15 à 64 ans s'élève à 240 personnes, parmi lesquelles on compte 75,4 % d'actifs (64,2 % ayant un emploi et 11,3 % de chômeurs) et 24,6 % d'inactifs,. En  2018, le taux de chômage communal (au sens du recensement) des 15-64 ans est supérieur à celui du département et de la France, alors qu'en 2008 la situation était inverse.
La commune fait partie de la couronne de l'aire d'attraction de Valence, du fait qu'au moins 15 % des actifs travaillent dans le pôle,. Elle compte 50 emplois en 2018, contre 54 en 2013 et 49 en 2008. Le nombre d'actifs ayant un emploi résidant dans la commune est de 155, soit un indicateur de concentration d'emploi de 32,2 % et un taux d'activité parmi les 15 ans ou plus de 61,5 %.
Sur ces 155 actifs de 15 ans ou plus ayant un emploi, 28 travaillent dans la commune, soit 18 % des habitants. Pour se rendre au travail, 85,2 % des habitants utilisent un véhicule personnel ou de fonction à quatre roues, 0,6 % les transports en commun, 10,3 % s'y rendent en deux-roues, à vélo ou à pied et 3,9 % n'ont pas besoin de transport (travail au domicile).

### Activités hors agriculture
16 établissements sont implantés  à Espalais au 31 décembre 2019.
Le secteur du commerce de gros et de détail, des transports, de l'hébergement et de la restauration est prépondérant sur la commune puisqu'il représente 56,3 % du nombre total d'établissements de la commune (9 sur les 16 entreprises implantées  à Espalais), contre 29,7 % au niveau départemental.

### Agriculture
|               | 1988 | 2000 | 2010 | 2020 |
| ------------- | ---- | ---- | ---- | ---- |
| Exploitations | 11   | 8    | 7    | 5    |
| SAU (ha)      | 323  | 435  | 354  | 278  |

La commune est dans les « Vallées et Terrasses », une petite région agricole occupant le centre et une bande d'est en ouest  du département de Tarn-et-Garonne. En 2020, l'orientation technico-économique de l'agriculture  sur la commune est l'exploitation de grandes cultures (hors céréales et oléoprotéagineuses). Cinq exploitations agricoles ayant leur siège dans la commune sont dénombrées lors du recensement agricole de 2020 (onze en 1988). La superficie agricole utilisée est de 278 ha,,.

## Culture locale et patrimoine

### Lieux et monuments

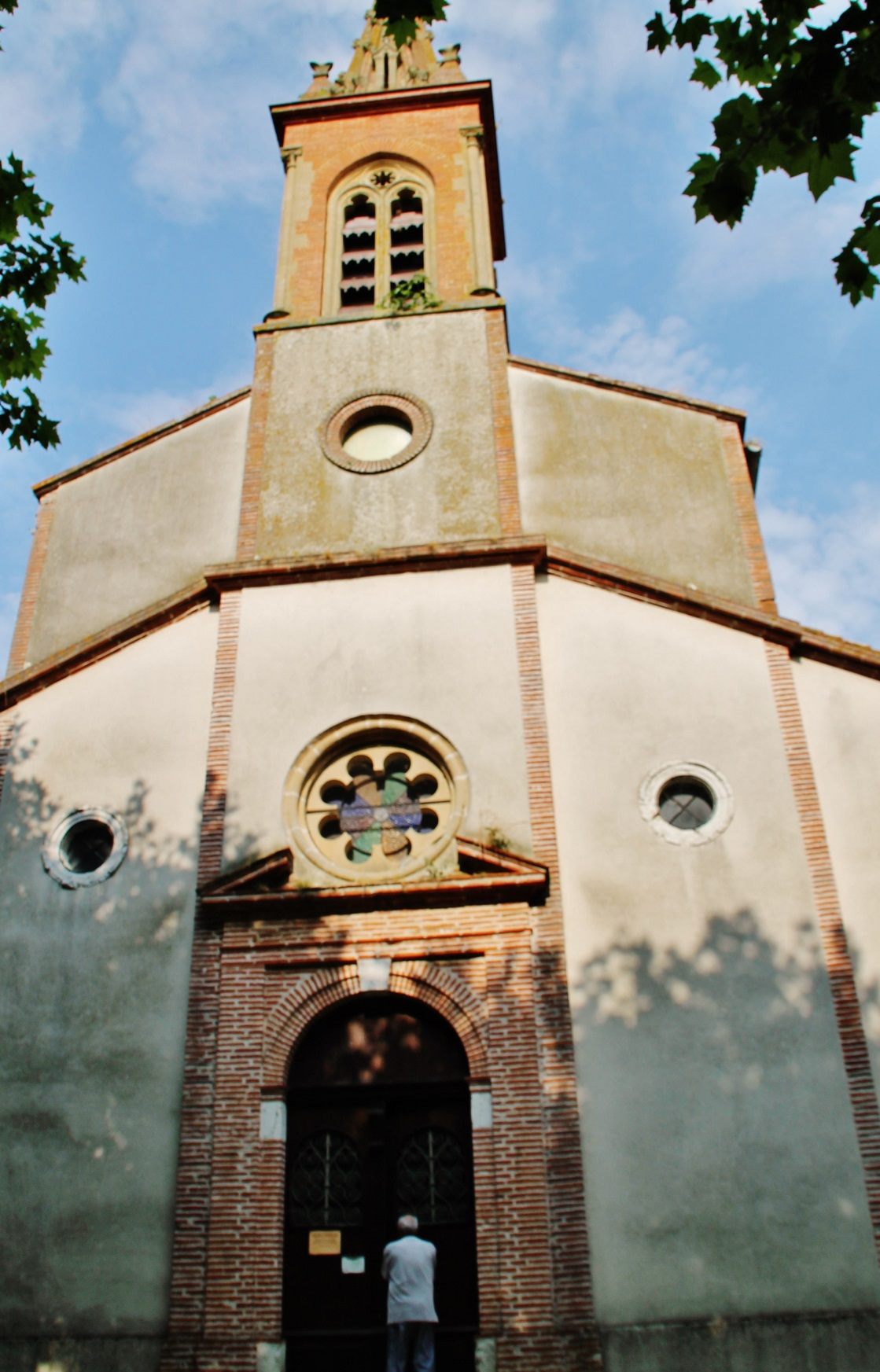
L'église Saint-Orens d'Espalais.

- Halte sur un chemin de Saint-Jacques-de-Compostelle.
- L'église paroissiale Saint-Orens d'Espalais. L'édifice est référencé dans la base Mérimée et à l'Inventaire général Région Occitanie[38].

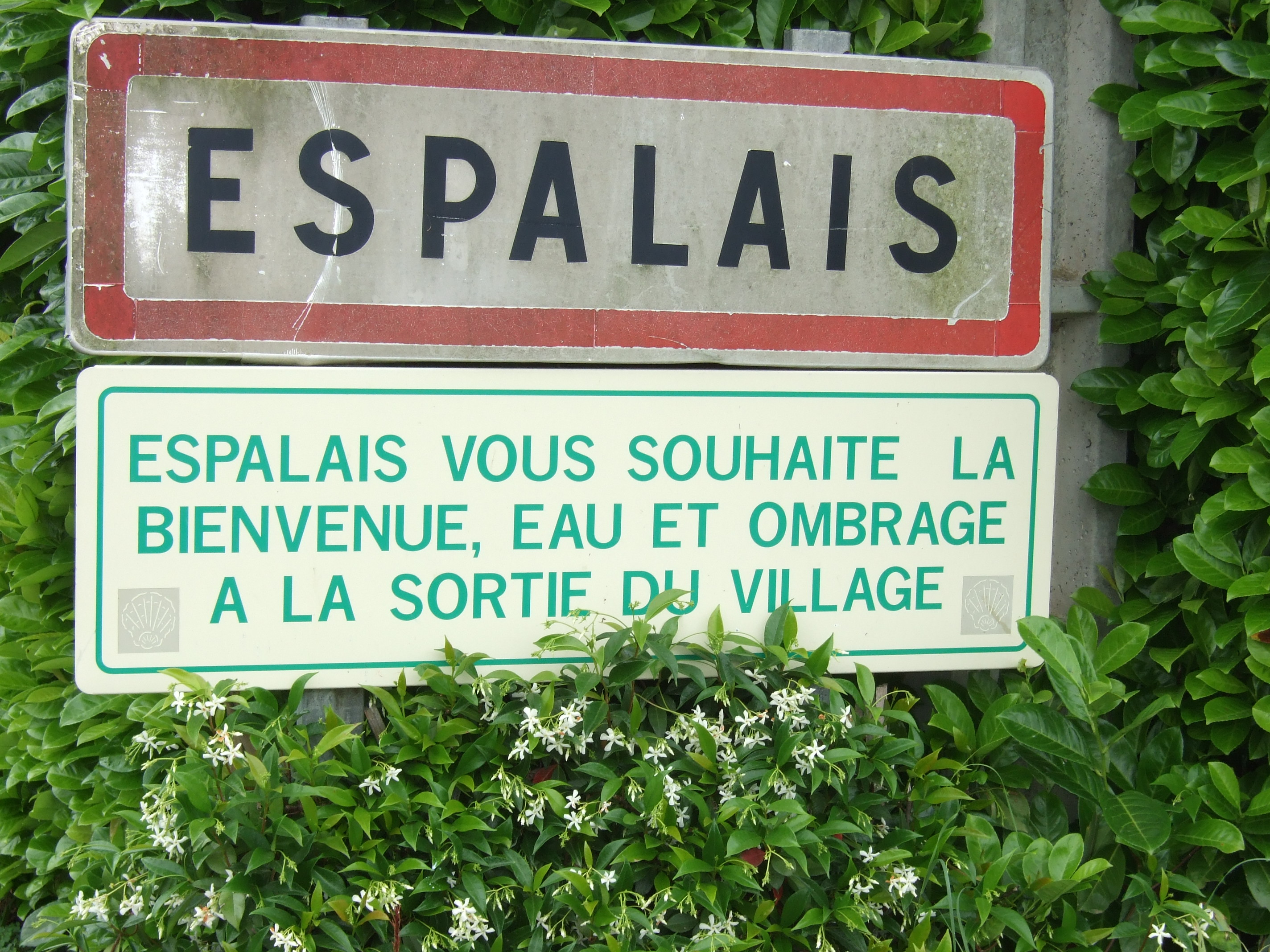
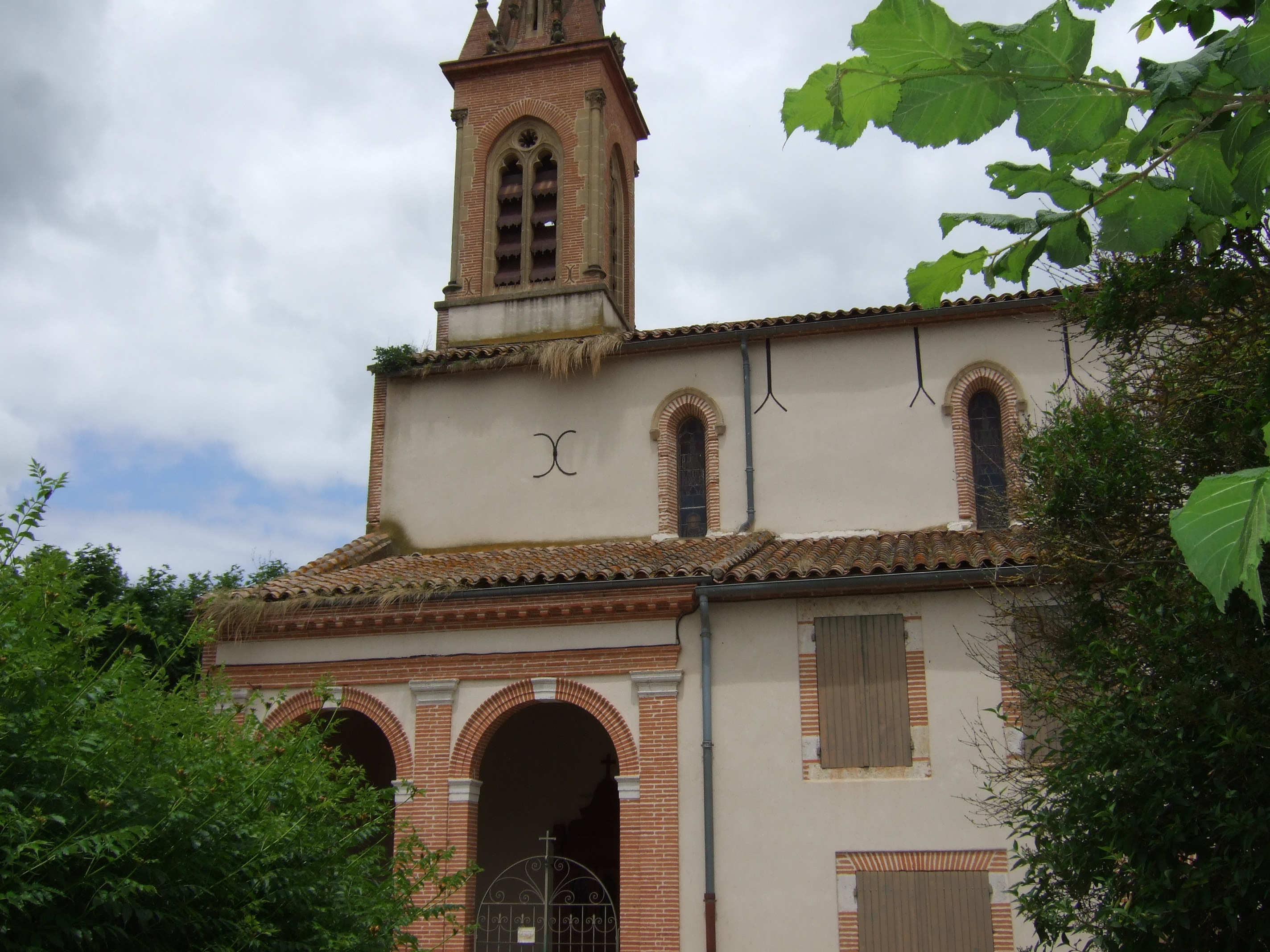
L'église Saint-Orens.
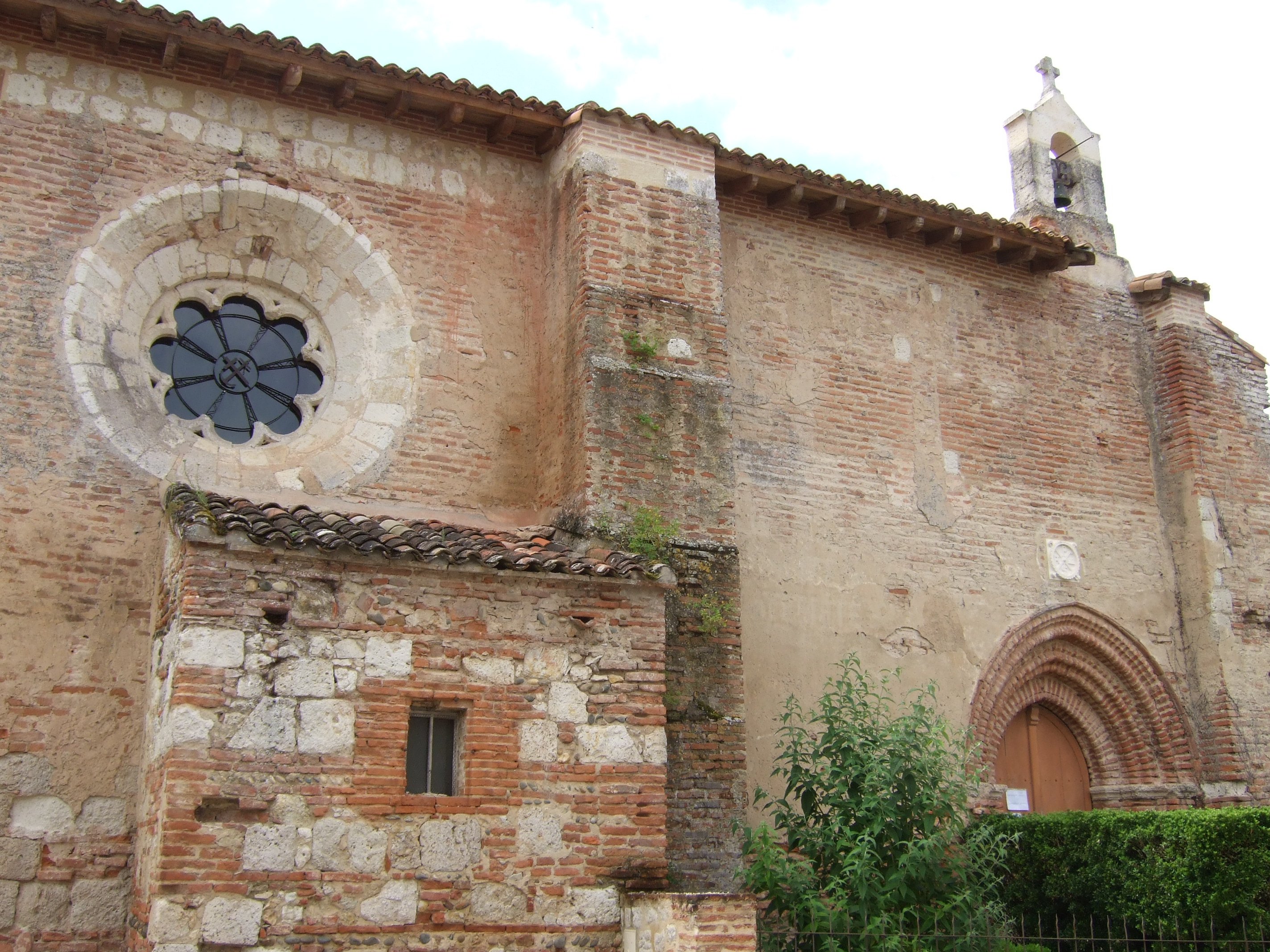
L'église Saint-Orens.

### Personnalités liées à la commune
- Elie Pimpeterre Felibre (1872-1945), poète.

### Héraldique
| Blason de Espalais | Blason  | D'azur aux trois demi-vols d'argent.             |
| Blason de Espalais | Détails | Le statut officiel du blason reste à déterminer. |

## Pour approfondir